# 貝尼稀樹草原

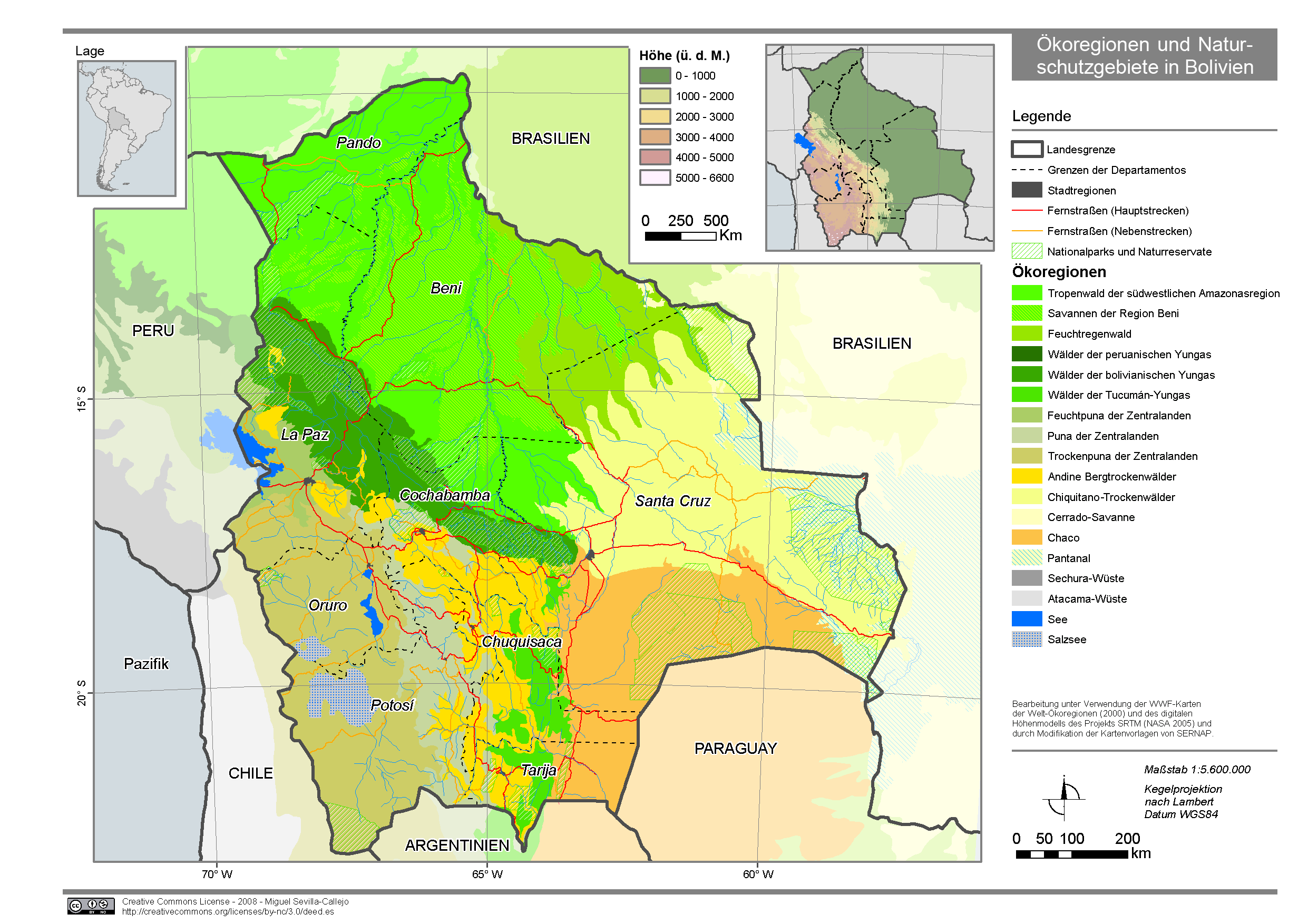

贝尼稀树草原（英語： Beni savanna，也称为Llanos de Moxos或Moxos plains），是玻利维亚北部贝尼省的热带稀树草原生态区。

## 环境
贝尼稀树草原面积为126100平方公里，小部分屬於巴西和秘鲁，主要位於玻利維亞北部的低地，包括貝尼省 、科恰班巴省 、 拉巴斯省 、 潘多省和聖克魯斯省。贝尼稀树草原位處亚马逊盆地的西南角，有许多沿著安第斯山脉的東坡流下的河流穿過。由於地勢低下、雨季降雨、安第斯山脉的融雪，多达一半的土地有季节性的洪水泛滥。
贝尼稀树草原的周圍是热带湿润森林：北方、西方和南方是西南亚马逊湿润森林，东方是马德拉-塔帕约斯湿润森林。

### 气候
屬於热带气候，有明显的雨季和旱季，雨季一般从 12 月到次年 5 月，年降雨量从东部的 1300 毫米到 西部的2500 毫米不等。

## 植物
由热带稀树草原和湿地為主，河流沿岸有森林分布。洪水和火灾是重要的生态影響因素。

## 动物
本地是極度瀕危物種蓝喉金刚鹦鹉( Ara glaucogularis ) 的棲息地。

## 人们
本地是前哥伦布时期农业的起源地，可能是早期植物驯化的中心，居民興建了農業工程，在 50,000 平方公里的范围内分布著填高的田地、堤道、水道，以及大约 4700 个森林覆盖的土丘。建造时间从大约公元前 8850 年持续到大约公元 1450 年。作物包括公元前 8350 年左右的木薯、公元前 8250 年左右的南瓜和公元前 4,850 年左右的玉米。當地的几种作物，包括木薯、南瓜、花生、一些辣椒品种和豆类，在遗传上与本地的野生物种非常接近，顯示這些作物是在這裡馴化的。 當時的居民製作陶器、編織棉布，有些地方發現甕葬。

欧洲人在 15 世纪后期抵达南美洲，到 17 世纪后期才来到此地，耶稣会传教士在 17 和 18 世纪建立傳教的據點，後來發展城為许多现代城镇。
自 1950 年代以来，本地最重要的產業是畜牧業，牧場是主要的景觀。
依據2017 年的估計，有96,126 km 2（約合 77%的面積）被劃入保護區。